# Tuya (mitología)
En la mitología griega Tuya o Tía (en griego Θυία / Thuia, de «θύω»: «sacrificar») es el nombre de dos personajes:

## Hija de Deucalión
Según las Eeas o Catálogo de mujeres, atribuido a Hesíodo pero citado por Constantino Porfirogéneta, Tuya era una de las tres Deucálides, esto es, una hija de Deucalión y Pirra. Sus hermanas fueron Pandora y Protogenía. El poeta escribe que «Tuya, preñada por Zeus que goza con el rayo, alumbró dos hijos, Magnete y Macedón que en carro combate, en los alrededores de Pieria y el Olimpo, unos palacios habitaban». Este Macedón es el supuesto ancestro epónimo de los antiguos macedonios.

## Hija de Cefiso
En la tradición délfica, Tuya fue también la náyade de un manantial del monte Parnaso, en la Fócida (Grecia Central), hija del dios fluvial Cefiso. Su santuario era la sede de las reuniones de las tíades (ménades que celebraban las orgías nocturnas del dios Dioniso). De ella se decía que había sido la primera en ofrecer sacrificios a Dioniso y celebrar orgías en su honor. De esta forma, las mujeres áticas, que cada año iban al monte Parnaso para celebrar las orgías dionisíacas con las Tíades délficas, recibían el nombre de Tíades o Túyades. Se decía que había sido amada por Apolo del que tuvo un hijo, Delfos, el fundador epónimo de la ciudad de Delfos, al lado del santuario oracular. También estaba estrechamente relacionada con la profética Fuente de Castalia, de donde se dice a veces que había nacido. Tuya también fue relacionada con Castalia, la ninfa de los manantiales, Melena, una madre alternativa de Delfos y con las ninfas coricias, náyades de los manantiales de la sagrada Cueva Coricio. Incluso algunos imaginan a Tuya como hija del autóctono Castalio.